# Nadjodan potasu
Nadjodan potasu (ściślej: metanadjodan potasu; nazwa Stocka: metajodan(VII) potasu), KIO4 – nieorganiczny związek chemiczny, sól potasu i kwasu nadjodowego.

## Właściwości
Nadjodan potasu jest bezbarwnym lub białym ciałem stałym, bez zapachu. Jest rozpuszczalny w wodzie (7 g/l, 20 °C). pH jego wodnych roztworów wynosi około 5,1 (5 g/l, 25 °C).
Podczas ogrzewania rozkłada się do jodanu potasu z wydzieleniem tlenu:
2KIO4 → 2KIO3 + O2↑.
Ma właściwości utleniające i higroskopijne.

## Toksyczność
Przy kontakcie z oczami lub skórą następują podrażnienia.
Substancja może wywoływać uczulenia.

## Pierwsza pomoc
W wypadku kontaktu substancji z oczami należy przemyć je dużą ilością chłodnej wody przez około 15 minut. Nie używać maści do oczu.
Po kontakcie nadjodanu potasu ze skórą należy przemyć ją wodą z mydłem, a następnie posmarować środkiem łagodzącym podrażnienia skóry.
Przy połknięciu substancji należy podać poszkodowanemu dużą ilość wody i spowodować wymioty.
W przypadku wdychania par zapewnić poszkodowanemu dostęp do świeżego powietrza.
Należy również skontaktować się z lekarzem.